# Embalse de Pongolapoort/Lago Jozini

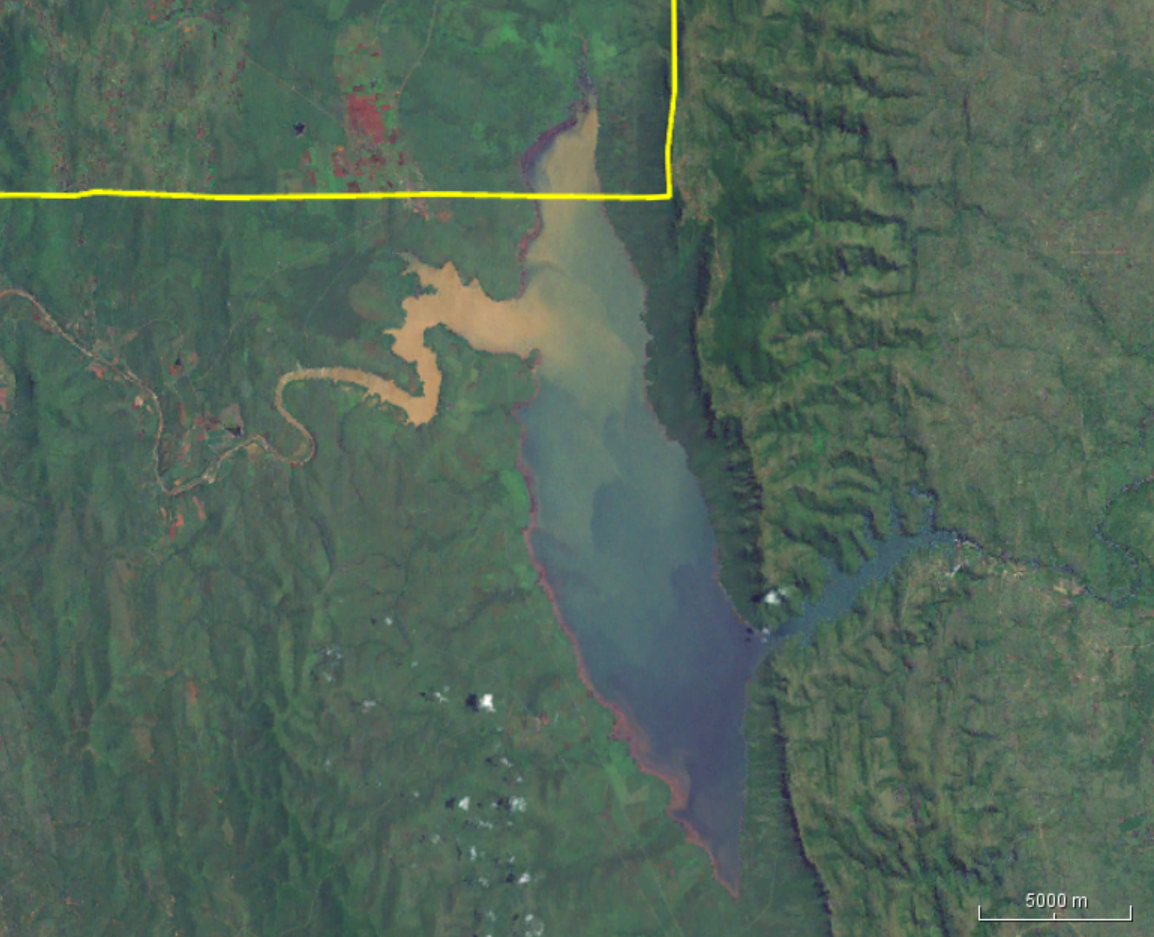
Vista de satélite del embalse de Pongolapoort o lago Jozini, con la presa a la derecha.

El embalse de Pongolapoort, comúnmente conocido como lago  Jozini,  se encuentra en el norte de KwaZulu-Natal, en Sudáfrica, ubicado en el río Pongola. La presa está situada justo al norte del asentamiento de Jozini, 280 km al noreste de la ciudad portuaria de Durban. La presa es de tipo arco de doble curvatura y arco único. Se construyó en 1973 en el extremo oriental del estrecho desfiladero que separa las cordilleras de Lebombo y Ubombo. Se utiliza principalmente para riego y su potencial de riesgo ha sido clasificado como alto (3).

## Historia
Antes de la construcción de la presa de Pongolapoort, la zona del embalse fue la primera área de conservación reconocida formalmente de África. La Reserva de caza de Pongola fue proclamada en 1894 por el entonces presidente de la República de Transvaal, Paul Kruger. Esto finalmente conduciría a la proclamación de las Reservas de caza de Hluhluwe-Imfolozi, Mkuze y Ndumo, así como de uno de los mayores parques de conservación de vida silvestre de África, el Parque Nacional Kruger.

## Fauna
La presa está flanqueada por reservas privadas de vida silvestre, así como por la Reserva de caza de Pongola, que cuenta con numerosos albergues privados y zonas para acampar y pescar. En la zona abunda la vida silvestre y las aves. Entre los mamíferos que se pueden observar se incluyen el elefante, el leopardo, el rinoceronte, el búfalo, el hipopótamo, el antílope acuático, el antílope nyala, el gran kudu, la cebra, la jirafa y la hiena manchada.
La presa y sus alrededores albergan más de 350 especies de aves, incluidas rarezas como el eurilaimo africano, el jabirú africano y el tántalo africano, el ave sol africano, el búho pescador común, el búho pescador de Pel y el trogón de Narina. La presa también sustenta una colonia reproductora de pelícanos rosados y pelícanos comunes. Además, la presa sustenta una población estable de cocodrilos del Nilo .
La presa también alberga la población más meridional de pez tigre. Otras especies de peces incluyen el bagre y Sandelia.

## Calidad del agua
No hay información sobre la calidad del agua de la presa, pero se puede suponer que es regular. La principal forma de contaminación del río Pongola son los pesticidas agrícolas que llegan al río debido al uso intensivo de la tierra para la agricultura por encima de la presa.

## Lago Jozini
El lago Jozini se encuentra al norte de la provincia de KwaZulu-Natal, en Sudáfrica, recibe al río Pongola por el oeste, y en su prolongación desde el embalse por el este, se encuentra la presa de Pongolapoort. El norte del embalse, que se extiende de norte a sur, penetra en el reino de Suazilandia. El lago tiene unos 160 km2 de superficie y está rodeado por un paisaje de bushveld, sabana arbolada, que alberga varias reservas de caza.
La zona que pertenece a Suazilandia, al sudeste de este país, al este de Lavumisa, está completamente protegida por la Reserva privada de caza de Royal Lozini. En octubre se celebra en este lugar un festival de pesca del pez tigre, una denominación que se refiere a varias familias de peces asociadas coloquialmente con el felino, pero que principalmente pertenecen a la familia Alestidae.